# 김수자
김수자 (1957년 ~ )는 서울과 파리를 기반으로 활동하는 국제적인 개념 미술가로, 삶과 예술의 총체성을 탐구하며 회화, 바느질, 설치, 퍼포먼스, 영상, 빛과 소리, 건축 등 다양한 매체를 넘나드는 작품 활동을 이어가고 있다. 1980년대 초, 회화의 평면성과 세계의 구조를 고민하던 김수자는 바느질을 통해 여성의 가사노동을 현대미술의 문맥 안에 위치시키며 일상과 예술의 접점을 모색했다. 그녀는 바늘과 직물의 수직-수평적 질서를 세계의 기초로 이해하고, 이불보와 헌 옷을 꿰매거나 천으로 오브제를 감싸는 작업을 통해 회화, 조각, 퍼포먼스가 결합된 다차원적 오브제를 제시했다. 이후 "행하지 않고, 만들지 않는" 미학을 바탕으로, 이미 존재하는 것들에 대한 새로운 인식을 제안하며 물질에서 비물질로 탐구 대상을 확장해왔다. 김수자는 1998년 상파울루 비엔날레와 203년 베니스 비엔날레 한국관에서 한국을 대표했으며, 2002년 휘트니 미술관 American Art Award 작가로 선정되었다. 세계 주요 미술관에서 개인전을 개최했고  40여 회의 주요 국제 비엔날레 및 대형 프로젝트에 참여했다. 

## 이름
김수자(Kimsooja)는 웹사이트 도메인 네임을 선정할 때 자신의 성과 이름을 하나의 단어로 합쳐 그것이 개념적으로 암시하는 것에 대하여 생각하였다. 한 단어로 된 이름은 성과 이름이 분리되어 있지 않기 때문에 성정체성이나 결혼 여부, 문화적 정체성을 드러내지 않는다. 그녀는 'A One-Word Name Is An Anarchist’s Name'이라는 글을 통해 이 행위를 기념하였다.

## 초기 경력
김수자는 1957년 대구에서 태어났으며, 홍익대학교에서 서양화를 공부하였다. 김수자의 화가로서의 근본은 그녀의 예술 발전에서 중요한 시작점이다. 김수자의 "꿰매기" 시리즈는 세계의 뒤엉퀸 모습을 수평면과 수직면의 체계에 합성하여 십자형의 구조를 형성하는 천의 아상블라주를 만든다. 루초 폰타나가 하나의 색으로 칠해진 캔버스를 날이 선 단도로 꽤뚫었던 것과 같이 김수자 또한 작품의 표면을 꿰매어 더 이상 환상의 화면이 이닌 3차원 구조의 예술을 창조하였다.

## 주요 수상
- 2024년 제 34회 후쿠오카상 - 문화예술
- 2021년 옥관 문화훈장
- 2017년 아시아소사이어티 아트 어워드
- 2015년 호암상 - 예술상
- 2015-2017년 프랑스 문화예술 훈장
- 2007년 뉴욕 현대미술재단 시각예술상
- 1992년 제11회 석남미술상
- 1991년 송은문화재단상

## 주요 전시
- 2024년 《호흡 — 별자리(To Breathe — Constellation)》 부르스 드 코메르스 - 피노 컬렉션(Bourse de Commerce - Pinault Collection), 파리, 프랑스
- 2023년 《Kimsooja — (Un)folding Bottari》 아시아 미술 박물관 및 인류학 박물관의 훔볼트포럼(Ethnologisches Museum and Museum fürAsiatische Kunst, Humboldt Forum), 베를린, 독일
- 2022년 《김수자 — 호흡(Kimsooja — To Breathe)》, 프랑스 메츠 성당(Cathédrale Saint-Étienne de Metz) 스테인드글라스 영구설치, 메츠, 프랑스
- 2021년 비엔날수르(BIENALSUR) 2021, 부에노스아이레스, 아르헨티나
- 2020년 《김수자: 씨 뿌려 그리기(Kimsooja: Sowing into Painting)》, 바누스 콘스트(The Wanås Art Foundation), 바누스, 스웨덴
- 2019년 《통과\김수자(Traversées\Kimsooja)》, 푸아티에, 프랑스
- 2019년 《김수자: 호흡(Kimsooja: To Breathe)》, 영국 요크셔 조각 공원과 채플(Yorkshire Sculpture Park and Chapel), 웨이크필드, 영국
- 2019년 《김수자: 마음의 기하학(Kimsooja: Archive of Mind)》, 피바디 에섹스 박물관(PeabodyEssex Museum), 미국
- 2017년 《Weaving the World》, 쿤스트뮤지움 리히텐슈타인(Kunstmuseum Liechtenstein), 리히텐슈타인
- 2016년 《국립현대미술관 현대차 시리즈 2016 : 김수자 — 마음의 기하학(MMCA Hyundai Motors Series 2016: Kimsooja — Archive of Mind)》, 국립현대미술관, 서울, 대한민국
- 2015년 《김수자: 실의 궤적(Kimsooja: Thread Routes)》, 빌바오 구겐하임 미술관(Guggenheim Museum Bilbao), 빌바오, 스페인
- 2015년 《김수자 — 호흡(Kimsooja — To Breathe)》, 퐁피두 메츠센터(Centre Pompidou Metz), 메츠, 프랑스
- 2006년 《김수자, 호흡 — 거울여인(Kimsooja, To Breathe - A Mirror Woman)》, 레이나 소피아 크리스탈 팰리스(Crystal Palace of Reina Sofía Museum), 마드리드, 스페인
- 2005년 《Kimsooja, Journey into the World》, 그리스 국립현대미술관(National Museum of Contemporary Art Athens(EMST)), 아테네, 그리스
- 2003년 《Kimsooja, Conditions of Humanity》, 리옹현대미술관(Museum of Contemporary Art Lyon), 리옹, 파리
- 2002년 《김수자, 빨래하는 여인(Kimsooja, A Laundry Woman)》, 쿤스트할레 빈(Kunsthalle Wien), 빈, 오스트리아, 쿤스트할레 베른(Kunsthalle Bern), 베른, 스위스
- 2001년 《김수자, 바늘여인(Kimsooja, A Needle Woman)》 MoMA P.S.1, 뉴욕, 미국